# XP-72 (航空機)
XP-72
四翅プロペラを装備する試作機。
- 用途：戦闘機
- 分類：迎撃戦闘機
- 製造者：リパブリック
- 運用者： アメリカ合衆国
- 初飛行：1944年2月2日
- 生産数：2機（試作のみ）
- 運用状況：退役

リパブリック XP-72 （英語：Republic XP-72）は、第二次世界大戦中のアメリカ合衆国で開発されていた戦闘機。アメリカ陸軍航空軍向けの迎撃戦闘機であり、P-47 サンダーボルトを元に開発された。プラット・アンド・ホイットニー R-4360 28気筒星型エンジンを搭載し、延長軸で操縦席後方に配置された過給機を駆動した。武装としては12.7mm機関銃を6基主翼に備え、翼下には2つの1000ポンド（454kg）爆弾を搭載できた。

## 開発
リパブリック社は XP-72 の開発と並行して、操縦席後方に42気筒液冷星型エンジンのライト R-2160を搭載し、二重反転プロペラを使用する XP-69 という試作機を設計していた。XP-69 は高高度での運用のために与圧コクピットを採用し、37mm機関砲2基と12.7mm機関銃4基という武装だったが、XP-72 の方が有望と考えられたために開発は1943年5月11日に中止された。XP-72の試作機2機は、1943年6月18日に発注された。

## 運用
1944年2月2日、四翅プロペラを装備する XP-72 の試作1号機が初飛行を行った。続いて1944年6月26日には二重反転プロペラに変更した試作2号機が完成した。XP-72 の試験飛行の結果は目覚しく、最大速度は772km/hにも達した。武装を37mm機関砲4門に変更して100機を生産することが決定された。しかし、この頃の第二次世界大戦の戦局は、高速の迎撃戦闘機より長距離を飛行できる護衛戦闘機を求めていた。さらに、迎撃機としても新たに開発が進められていたジェット戦闘機の将来性には敵わないと考えられたため、XP-72 の生産はキャンセルされた。

## 諸元
諸元
- 乗員: 1名
- 全長: 11.15 m （36 ft 7 in）
- 全高: 4.88 m （16 ft）
- 翼幅: 12.47 m（40 ft 11 in）
- 翼面積: 27.9 m2 （300 ft2）
- 空虚重量: 5216 kg （11476 lb）
- 運用時重量: 6560 kg （14433 lb）
- 最大離陸重量: 7950 kg （17490 lb）
- 動力: プラット・アンド・ホイットニー R-4360-13 星型4列28気筒 レシプロ、2240 kW （3000 hp）   × 1

性能
- 最大速度: 772 km/h [1] （480 mph、417kt） / 623km/h (387 mph) 海面高度
- 航続距離: 1931km （1200マイル、1043海里）
- 実用上昇限度: 12805 m （42000 ft）
- 上昇率: 26.8 m/s （5280 ft/min）
- 翼面荷重: 235 kg/m2 （48.1 lb/ft2）
- 馬力荷重（プロペラ）: 0.341 kW/kg （0.457 hp/kg、 0.208 hp/lb）

武装
- 固定武装: 12.7 mm M2 ブローニング機関銃 × 6
- 爆弾: 1000ポンド（454kg）爆弾 × 2